# Amt Trave-Land
La comunità amministrativa di Trave-Land (Amt Trave-Land) si trova nel circondario di Segeberg nello Schleswig-Holstein, in Germania.

## Suddivisione
Comprende 27 comuni:
1. Bahrenhof (204)
2. Blunk (574)
3. Bühnsdorf (365)
4. Dreggers (46)
5. Fahrenkrug (1 598)
6. Geschendorf (573)
7. Glasau (872)
8. Groß Rönnau (553)
9. Klein Gladebrügge (555)
10. Klein Rönnau (1 806)
11. Krems II (388)
12. Negernbötel (1 011)
13. Nehms (582)
14. Neuengörs (809)
15. Pronstorf (1 626)
16. Rohlstorf (1 213)
17. Schackendorf (904)
18. Schieren (264)
19. Seedorf (2 212)
20. Stipsdorf (247)
21. Strukdorf (269)
22. Travenhorst (210)
23. Traventhal (534)
24. Wakendorf I (493)
25. Weede (1 025)
26. Wensin (873)
27. Westerrade (449)

Il capoluogo è Bad Segeberg, esterna al territorio della comunità amministrativa.
(Tra parentesi i dati della popolazione al 31 dicembre 2021)